# Thierry V Bayer de Boppard
Pour les articles homonymes, voir Thierry V.
Thierry V Bayer de Boppard ou Dietrich V Bayer von Boppard (c. 1330 - 18 janvier 1384) fut évêque de Worms, puis évêque de Metz.

## Biographie
Dietrich Bayer von Boppard est originaire, comme son nom l’indique, de Boppard, une ville située sur la rive gauche du Rhin entre Oberwesel et Coblence. Dietrich V est le fils de Simon Bayer von Boppard († apr. 1359), et d’Elisabeth Walpod von Waldmannshausen.
En 1342, Dietrich est reçu au chapitre de la cathédrale de Worms sur décision du pape Clément VI, après l’intercession du roi de Bohême Jean l'Aveugle. Il est fait diacre. En 1353, il est fait chanoine à Worms, puis à Mayence, dont il devient cantor. Peu après, il devient chanoine de Trèves. Dietrich devient ensuite chancelier de Charles IV du Saint-Empire auprès du pape à Avignon. En 1358, il est officiellement nommé aumônier pontifical. Le 16 avril 1359, il est nommé coadjuteur de l’évêque de Worms, Salomon Waldpot. Le 15 mars 1359, il est nommé évêque de Worms. Un différend l’oppose aux bourgeois de Worms, qu’il frappe d’excommunication. Le 26 février 1360, Bayer von Boppard confirme les privilèges municipaux de Worms. Fin 1361, il se rend à la Curie, pour plaider sa cause et obtenir la confirmation de sa prépotence sur la ville de Worms. En 1364, Bayer von Boppard rencontre de nouveaux problèmes avec la communauté de Worms.
En 1365, Bayer de Boppard se rend avec l’empereur au palais des papes à Avignon. Le 13 août 1365, il est nommé évêque de Metz, par Urbain V en remplacement de Jean III de Vienne. Il s’installe à Metz le 2 novembre 1365. Il s'allie d’abord avec les ducs Jean Ier de Lorraine et Robert Ier de Bar. Puis, en 1368, il accompagne l’empereur Charles IV en Italie. Là, il combat contre le seigneur de Milan Barnabé Visconti, aux côtés de l’empereur. Bayer von Boppard représente alors Charles IV auprès des papes Urbain V et Grégoire XI.
En 1370, Bayer von Boppard est de retour à Metz. Il s'engage dans un conflit qui dure depuis 1368 entre les Messins et le duc de Bar Robert Ier. Celui-ci, fait prisonnier par les Messins en 1368, doit payer, pour sa liberté, 120 000 florins. Malgré un premier traité de paix signé après sa libération, le duc de Bar s'allie au duc de Lorraine Jean Ier pour faire le siège de Metz[Lequel ?]. Ils sont repoussés et un traité de paix définitif est finalement signé en 1373. Le 20 juin 1373., Bayer frappe d’interdit la ville de Metz pendant deux ans, en raison de la taxation du clergé par les paraiges. Dietrich Bayer lève son excommunication en 1375, contre le paiement d'une somme d'argent destinée à éponger ses dettes ; cette somme ne suffira cependant pas, car il devra vendre en outre son droit de battre monnaie.
Le dimanche des Rameaux 1376, Bayer de Boppard reçoit de Charles IV un buste reliquaire contenant les reliques de saint Étienne. En 1378, dans le Grand Schisme d'Occident, Bayer de Boppard prend le parti des papes de Rome, avant de se rallier à la cause de Clément VII, à la suite des négociations de Guillaume d'Aigrefeuille le Jeune. Bayer de Boppard entre de nouveau en conflit avec son clergé qu'il avait tenté de réformer. Il est excommunié en 1381, à la suite d'un problème financier avec le chapitre de la cathédrale de Metz. Après avoir établi un carmel à Baccarat, Bayer de Boppard passera la fin de sa vie à fortifier son château épiscopal de Vic-sur-Seille.